# Giải bóng đá vô địch quốc gia Quần đảo Cook 1984
Giải bóng đá vô địch quốc gia Quần đảo Cook 1984 là mùa giải thứ 15 được ghi nhận của giải đấu bóng đá cao nhất ở Quần đảo Cook, với việc không rõ kết quả ở các mùa giải từ 1951 đến 1969. Titikaveka giành chức vô địch lần thứ 14 và lần thứ 4 liên tiếp sau chuỗi 9 lần vô địch liên tiếp trong thập niên 1970.

## Kết quả

### Bảng xếp hạng
Matavera đứng đầu bảng trong giải đấu diễn ra theo hình thức vòng tròn một lượt.
| XH | Đội            | Tr | T | H | T | BT | BB | HS  | Đ  | Lên hay xuống hạng              |
| -- | -------------- | -- | - | - | - | -- | -- | --- | -- | ------------------------------- |
| 1  | Matavera (Q)   | 6  | 5 | 1 | 0 | 11 | 3  | +8  | 16 | Tham dự Vòng đấu loại trực tiếp |
| 2  | Titikaveka (Q) | 6  | 4 | 2 | 0 | 20 | 5  | +15 | 14 | Tham dự Vòng đấu loại trực tiếp |
| 3  | Avatiu (Q)     | 6  | 3 | 0 | 3 | 9  | 8  | +1  | 9  | Tham dự Vòng đấu loại trực tiếp |
| 4  | Arorangi (Q)   | 6  | 2 | 2 | 2 | 6  | 9  | −3  | 8  | Tham dự Vòng đấu loại trực tiếp |
| 5  | Nikao          | 6  | 2 | 1 | 3 | 12 | 11 | +1  | 7  |                                 |
| 6  | Tupapa         | 6  | 0 | 2 | 4 | 6  | 15 | −9  | 2  |                                 |
| 7  | Takuvaine      | 6  | 1 | 0 | 5 | 3  | 16 | −13 | 3  |                                 |

Nguồn: 
Quy tắc xếp hạng: 1. Điểm; 2. Hiệu số bàn thắng; 3. Số bàn thắng.
(VĐ) = Vô địch; (XH) = Xuống hạng; (LH) = Lên hạng; (O) = Thắng trận Play-off; (A) = Lọt vào vòng sau. 
Chỉ được áp dụng khi mùa giải chưa kết thúc: 
(Q) = Lọt vào vòng đấu cụ thể của giải đấu đã nêu; (TQ) = Giành vé dự giải đấu, nhưng chưa tới vòng đấu đã nêu.

### Vòng đấu loại trực tiếp

#### Bán kết
| Matavera | 0–2      | Arorangi |
| -------- | -------- | -------- |
|          | Chi tiết |          |

| Titikaveka | 4–1      | Avatiu |
| ---------- | -------- | ------ |
|            | Chi tiết |        |

#### Chung kết
| Titikaveka | 6–1      | Arorangi |
| ---------- | -------- | -------- |
|            | Chi tiết |          |